# Jeremy Wick
Jeremy Wick (* 13. Juni 1989 in Grand Valley, Ontario) ist ein kanadischer Eishockeyspieler mit Schweizer Staatsbürgerschaft, der zuletzt bis zum Ende der Saison 2024/25 bei den SC Rapperswil-Jona Lakers aus der Schweizer National League unter Vertrag gestanden und dort auf der Position des rechten Flügelstürmers gespielt hat. Zuvor war Wick unter anderem für den Genève-Servette HC in derselben Liga aktiv.

## Karriere

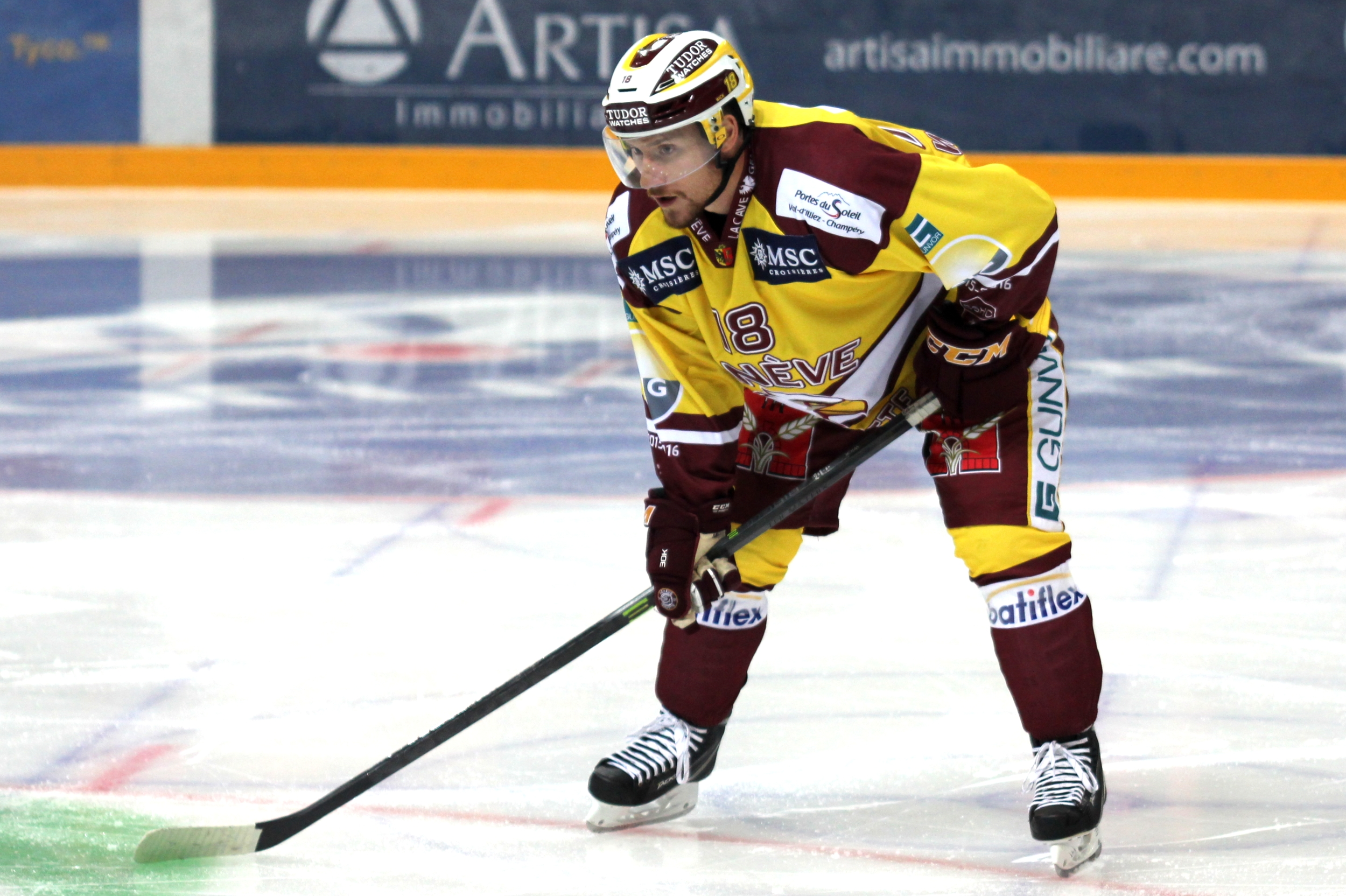
Wick im Trikot des Genève-Servette HC (2015)

Wick wurde in der kanadischen Provinz Ontario als Sohn einer Schweizerin aus Rapperswil und eines Kanadiers, dessen Eltern Schweizer waren, geboren. Nach der Schulzeit an der Westside Secondary School in Orangeville, an der er neben Eishockey auch American Football und Rugby spielte, war er für die Raiders aus Georgetown aktiv. Im Sommer 2010 wechselte er an die St. Lawrence University im US-Bundesstaat New York. In seiner vierten und letzten Saison für die Saints erzielte Wick im Spieljahr 2013/14 insgesamt 17 Tore in 38 Einsätzen und bereitete 18 weitere Treffer vor.
Nach dem Ende seiner Universitätszeit wurde Wick im April 2014 vom Genève-Servette HC aus der Schweizer National League A (NLA) unter Vertrag genommen. In seiner Premierensaison als Profi kam Wick nicht nur für Genève-Servette zum Einsatz, sondern sammelte dank einem Leihabkommen zusätzlich Spielpraxis im Trikot des HC Red Ice in der National League B (NLB). Mit Genf gewann er im Verlauf des Jahres die 88. Auflage des prestigeträchtigen Spengler Cups, womit die Mannschaft den Titelgewinn des Vorjahres verteidigte. Im Mai 2016 erhielt er bei Genève-Servette eine Vertragsverlängerung bis zum Ende der Saison 2019/20.
Anschließend wechselte er im Sommer 2020 zum Ligakonkurrenten SC Rapperswil-Jona Lakers, wo er einen Vertrag bis 2022 erhielt, den er Ende 2021 bis 2024 mit der Option auf ein weiteres Jahr verlängerte. Im Frühjahr 2025 erhielt der Stürmer keinen neuen Vertrag.

### International
Im Oktober 2016 wurde Wick erstmals in den Kader der Schweizer A-Nationalmannschaft berufen und nahm mit dem Team am Deutschland Cup 2016 teil.

## Erfolge und Auszeichnungen
- 2014 Spengler-Cup-Gewinn mit dem Genève-Servette HC

## Karrierestatistik
Stand: Ende der Saison 2024/25
(Legende zur Spielerstatistik: Sp oder GP = absolvierte Spiele; T oder G = erzielte Tore; V oder A = erzielte Assists; Pkt oder Pts = erzielte Scorerpunkte; SM oder PIM = erhaltene Strafminuten; +/− = Plus/Minus-Bilanz; PP = erzielte Überzahltore; SH = erzielte Unterzahltore; GW = erzielte Siegtore; 1 Play-downs/Relegation; Kursiv: Statistik nicht vollständig)